# Le serate di Médan
Le serate di Médan (Les Soirées de Médan) è una raccolta di racconti pubblicate il 15 aprile 1880 dall'editore Georges Charpentier a Parigi. Il libro raccoglie componimenti di Émile Zola, Guy de Maupassant, Joris-Karl Huysmans, Henry Céard, Léon Hennique e Paul Alexis tutti vicini alla corrente del Naturalismo, e ispirati al ricordo della guerra franco-prussiana.

## Storia editoriale
La raccolta prende il nome dalla città di Médan a pochi chilometri dalla capitale. In questa cittadina Zola aveva comprato una casa che veniva usata dai sei autori di questo libro come luogo di incontro e di discussione letteraria. Proprio attorno a quello che verrà successivamente chiamato il "gruppo di Médan" nascerà e si svilupperà la corrente letteraria del Naturalismo.

## Racconti
I racconti presenti nell'antologia sono:
- L'attacco al mulino (L'attaque du moulin) di Émile Zola
- Palla di sego (Boule de Suif) di Guy de Maupassant
- Zaino in spalla (Sac au dos) di Joris-Karl Huysmans
- Il salasso (La Saignée) di Henry Céard
- L'episodio del n. 7 (L'Affaire du Grand 7) di Léon Hennique
- Dopo la battaglia (Après la bataille) di Paul Alexis

## Edizioni italiane
- Emilio Zola ; Guido de Maupassant ; J. K. Huysmans ; Enrico Céard ; Leone Hennique ; Paolo Alexis, Le veglie di Médan : novelle, prima versione italiana sulla VII edizione francese, Milano : Carlo Simonetti, 1881
- Emilio Zola [et al.], Le Veglie di Médan : novelle (Contiene: L'assalto al mulino, Palla di sego, Zaino in spalla, Il salasso, Il fatto d'armi, Dopo la battaglia), Firenze : Adriano Salani editore, 1903
- Emilio Zola [et al.], Le Veglie di Médan : novelle (Contiene: L'assalto al mulino, Palla di sego, Zaino in spalla, Il salasso, Il fatto d'armi, Dopo la battaglia), Firenze : Adriano Salani editore, 1927
- Emile Zola ... [et al.], Le serate di Médan, a cura di Augusto Donaudy, Milano : Fasani, stampa 1946
- Emile Zola ... [et al.], Le serate di Médan, a cura di Franco Della Pergola, Milano : Edizioni per il Club del libro, 1958
- Emile Zola ... [et al.], Le serate di Médan, a cura di Franco Della Pergola, Novara : Istituto Geografico De Agostini, 1964
- Emile Zola ... [et al.], Le serate di Médan, a cura di Franco Della Pergola, Milano : Edizioni per il Club del libro, 1964
- Émile Zola ... \et al.!, Le serate di Médan; introduzione di Giovanni Ragone, Roma : EUROMA, stampa 1995, ISBN 88-8066-119-1
- Émile Zola ... \et al.!, Le serate di Médan; a cura di Riccardo Reim, Roma : Editori riuniti, 1998, ISBN 88-359-4519-4
- Émile Zola ... \et al.!, Le serate di Médan; a cura di Riccardo Reim, Roma : Elliot, 2014, ISBN 9788861924277